# Diana Belbiţă
Diana Irena Belbiţă (Drobeta-Turnu Severin, 26 de junio de 1996) es una artista marcial mixta, ex kickboxer, karateka y practicante de kenpō rumana. Compite en la división de peso paja de Ultimate Fighting Championship. Belbiţă es una ex campeona mundial y europea de kempo, así como aspirante al campeonato RXF y KSW.

## Primeros años
Belbiță se adentró en el mundo de los deportes de contacto a los 12 años, cuando empezó con el judo, y más tarde pasó al kick boxing y al karate. En 2014 se convirtió en luchadora profesional y acabó consiguiendo los títulos de campeona europea y mundial de kenpō.  Al principio tuvo dificultades económicas en su carrera.
En 2019, Diana apareció en Ferma, un programa basado en un grupo de famosos que conviven veinticuatro horas al día en una granja, sin privacidad durante tres meses y aislados del mundo exterior, lo que le dio un impulso de popularidad.

## Carrera de artes marciales mixtas

### Carrera temprana
Diana Belbiță, comenzando su carrera profesional en 2014, compiló un récord de 13-4 en la escena europea de MMA, con tres de las derrotas viniendo a las veteranas de UFC/Bellator MMA Cristina Stanciu, Ariane Lipski por el Campeonato de Peso Mosca Femenino de KSW en KSW 39: Colosseum, e Iony Razafiarison.

### Ultimate Fighter Championship
Belbiţă debutó en la UFC contra Molly McCann el 18 de octubre de 2019 en UFC on ESPN: Reyes vs. Weidman. Perdió el combate por decisión unánime.
Belbiţă se enfrentó a Liana Jojua en UFC on ESPN: Kattar vs. Ige el 16 de julio de 2020. Perdió el combate vía barra de brazo en el primer asalto.
Belbiţă se enfrentó a Hannah Goldy en UFC on ESPN: Sandhagen vs. Dillashaw el 24 de julio de 2021. Ganó el combate por decisión unánime.

## Campeonatos y logros

### Kenpō
- Federación Internacional de Kenpō
  - Medalla de Oro en el Campeonato Mundial de Kenpō 2018 de la IKF [12]
  - Medalla de Oro en el Campeonato de Europa de Kenpō 2017 -60 kg/132 lb Full-Kenpō [13]

- Federación Internacional de Kenpō
  - Medalla de Oro en el Campeonato Europeo Abierto UWSKF 2017 [14]

### Kick boxing
- Asociación Mundial de Organizaciones de Kickboxing
  - Medalla de Oro de la Copa del Mundo de Kickboxing WAKO 2012 [15]

### Karate
- Federación Rumana de Artes Marciales de Contacto
  - Medalla de oro en el Campeonato Nacional de Budokai de Rumanía 2013 de la FRAMC Sei-Budokai [16]

### Unifight
- Federación Europea de Unifight
  - Campeonato Europeo Junior Unifight 2010 ECIFAU -52 kg/114 lb Medalla de Oro en Full-Contact [17]

## Récord en artes marciales mixtas
| Resultado | Récord | Oponente              | Método                                     | Evento                               | Fecha                    | Ronda | Tiempo | Localización                | Notas                                                                            |
| --------- | ------ | --------------------- | ------------------------------------------ | ------------------------------------ | ------------------------ | ----- | ------ | --------------------------- | -------------------------------------------------------------------------------- |
| Derrota   | 15-9   | Molly McCann          | Sumision (armbar)                          | UFC Fight Night: Dolidze vs. Imavov  | 3 de febrero de 2024     | 1     | 4:59   | Las Vegas, Nevada           |                                                                                  |
| Derrota   | 15-8   | Karolina Kowalkiewicz | Decisión (unánime)                         | UFC Fight Night: Dawson vs. Green    | 7 de octubre de 2023     | 3     | 5:00   | Las Vegas, Nevada           |                                                                                  |
| Victoria  | 15-7   | Maria Oliveira        | Decisión (unánime)                         | UFC 289                              | 10 de junio de 2023      | 3     | 5:00   | Vancouver, British Columbia |                                                                                  |
| Derrota   | 14-7   | Gloria de Paula       | Decisión (unánime)                         | UFC Fight Night: Walker vs. Hill     | 19 de febrero de 2022    | 3     | 5:00   | Las Vegas, Nevada           |                                                                                  |
| Victoria  | 14-6   | Hannah Goldy          | Decisión (unánime)                         | UFC on ESPN: Sandhagen vs. Dillashaw | 24 de julio de 2021      | 3     | 5:00   | Las Vegas, Nevada           | Combate de peso paja.                                                            |
| Derrota   | 13-6   | Liana Jojua           | Sumisión (barra de brazo)                  | UFC on ESPN: Kattar vs. Ige          | 16 de julio de 2020      | 1     | 2:47   | Abu Dhabi                   |                                                                                  |
| Derrota   | 13-5   | Molly McCann          | Decisión (unánime)                         | UFC on ESPN: Reyes vs. Weidman       | 18 de octubre de 2019    | 3     | 5:00   | Boston, Massachusetts       | A Belbiţă se le descontó un punto en el segundo asalto por agarrarse a la jaula. |
| Victoria  | 13-4   | Ana Maria Pal         | Sumisión (barra de brazo)                  | RXF 34                               | 13 de mayo de 2019       | 2     | 3:26   | Brașov                      |                                                                                  |
| Victoria  | 12-4   | Milena Bojiç          | TKO (puñetazos)                            | RXF 33                               | 10 de diciembre de 2018  | 1     | 0:17   | Bucarest                    |                                                                                  |
| Victoria  | 11-4   | Ana Maria Pal         | Sumisión (barra de brazo)                  | RXF 30                               | 20 de agosto de 2018     | 2     | 1:35   | Bucarest                    |                                                                                  |
| Victoria  | 10-4   | Cristina Netza        | TKO (puñetazos)                            | RXF 29                               | 18 de diciembre de 2017  | 3     | 0:49   | Brașov                      |                                                                                  |
| Derrota   | 9-4    | Iony Razafiarison     | Sumisión (estrangulamiento por guillotina) | Superior Fighting Championship 18    | 16 de septiembre de 2017 | 2     | 1:21   | Ludwigshafen am Rhein       | Por el Campeonato de Peso Mosca de Superior FC.                                  |
| Victoria  | 9-3    | Morgane Manfredi      | Decisión (mayoritaria)                     | RXF 27                               | 29 de julio de 2017      | 3     | 5:00   | Piatra Neamț                |                                                                                  |
| Derrota   | 8-3    | Ariane Lipski         | Sumisión (barra de brazo)                  | KSW 39: Colosseum                    | 27 de mayo de 2017       | 1     | 4:52   | Varsovia                    | Por el vacante Campeonato de Peso Mosca Femenino de la KSW.                      |
| Victoria  | 8-2    | Katarzyna Lubońska    | Decisión (unánime)                         | KSW 36: Materla vs. Palhares         | 1 de octubre de 2016     | 3     | 5:00   | Zielona Góra                | Regreso al peso mosca.                                                           |
| Victoria  | 7-2    | Virág Furó            | TKO (codazos)                              | RXF 23                               | 6 de junio de 2016       | 1     | 2:08   | Bucarest                    |                                                                                  |
| Victoria  | 6-2    | Paulina Borkowska     | TKO (patada en la cabeza y puñetazos)      | RXF 22                               | 21 de marzo de 2016      | 1     | 4:00   | Bucarest                    |                                                                                  |
| Derrota   | 5-2    | Eeva Siiskonen        | Decisión (dividida)                        | Lappeenranta Fight Night 14          | 28 de noviembre de 2015  | 3     | 5:00   | Lappeenranta                |                                                                                  |
| Derrota   | 5-1    | Cristina Stanciu      | Sumisión (barra de brazo)                  | RXF 18                               | 15 de junio de 2015      | 1     | 2:41   | Cluj-Napoca                 | Para el Campeonato de Peso Gallo de la RXF.                                      |
| Victoria  | 5-0    | Renáta Cseh-Lantos    | Decisión (unánime)                         | RXF 17                               | 16 de marzo de 2015      | 3     | 5:00   | Craiova                     | Regreso al peso gallo.                                                           |
| Victoria  | 4-0    | Roxana Crișan         | TKO (puñetazos)                            | Ultimate Fighting Tournament 3       | 7 de noviembre de 2014   | 1     | N/A    | Cluj-Napoca                 | Debut en el peso mosca.                                                          |
| Victoria  | 3-0    | Alice Ardelean        | Sumisión (barra de brazo)                  | RXF 14                               | 3 de noviembre de 2014   | 2     | 3:05   | Sibiu                       |                                                                                  |
| Victoria  | 2-0    | Roxana Dinescu        | Sumisión (barra de brazo)                  | RXF 12                               | 4 de agosto de 2014      | 2     | 4:12   | Mamaia                      |                                                                                  |
| Victoria  | 1-0    | Roxana Crișan         | TKO (puñetazos)                            | RXF 10                               | 5 de abril de 2014       | 1     | 1:22   | Drobeta-Turnu Severin       | Debut en el peso gallo.                                                          |